# She’s Back (альбом Дайон Уорвик)
| Оценки критиков | Оценки критиков |
| Источник        | Оценка          |
| --------------- | --------------- |
| AllMusic        | [ 2 ]           |
| PopMatters      | [ 3 ]           |
| Spill Magazine  | [ 4 ]           |

She’s Back — тридцать шестой студийный альбом американской певицы Дайон Уорвик, выпущенный в 2019 году на лейбле eOne Music. Продюсером альбома стал сын певицы Деймон Эллиот.

## Об альбоме
На альбоме содержится десять совершенно новых треков, а также пять классических песен Дайон в переработанном виде. В качестве бонуса прилагается ремастеринговая версия альбома Dionne sings Dionne 1998 года.
В поддержку альбома было выпущено два сингла. 1 марта 2019 года певица представила новую версию своей песни «What The World Needs Now», а также выпустила клип на него. 11 июля был представлен второй сингл «You Really Started Something», а также сборник ремиксов на него, благодаря чему песня попала на 16 место в чарте Dance Club Songs

## Список композиций
| №   | Название                                                  | Автор(ы)                                     | Длительность |
| --- | --------------------------------------------------------- | -------------------------------------------- | ------------ |
| 1.  | «Am I Dreaming» (feat. Musiq Soulchild)                   | Сэм Дис                                      | 5:06         |
| 2.  | «Tears Ago»                                               | Рахассан Патерссон                           | 4:55         |
| 3.  | «What Color Is Love» (feat. Kenny Lattimore)              | Терренс Кальер                               | 4:06         |
| 4.  | «How Do You Keep The Music Playing» (feat. Kevon Edmonds) | Алан Бергман, Мэрилин Бергман, Мишель Легран | 4:18         |
| 5.  | «Déjà Vu» (feat. Krayzie Bone)                            | Айзек Хейз, Адриенн Андерсон                 | 6:09         |
| 6.  | «Forever In My Heart» (feat. Brian McKnight)              | Брайан Макнайт                               | 3:42         |
| 7.  | «Dream With No Love»                                      | Энтони Гибсон, Джеральд Леверт               | 4:10         |
| 8.  | «We’re In Love»                                           | Пэтти Остин                                  | 3:26         |
| 9.  | «You Really Started Something»                            | Дениз Рич, Лютер Вандросс                    | 3:19         |
| 10. | «Two Ships» (feat. FIJI)                                  | Дайон Уорвик                                 | 4:55         |
| 11. | «Life Is Waiting»                                         | Бренда Расселл                               | 4:01         |
| 12. | «If I Want To»                                            | Берт Бакарак, Хэл Дэвид                      | 4:34         |
| 13. | «We Need To Go Back»                                      | Николас Эшфорд, Валери Симпсон               | 3:17         |
| 14. | «What A Fool Believes»                                    | Кенни Логгинс, Майкл Макдональдс             | 4:02         |
| 15. | «What The World Needs Now»                                | Берт Бакарак, Хэл Дэвид                      | 4:49         |

## Чарты
| Чарт (2019)                        | Пиковая позиция |
| ---------------------------------- | --------------- |
| США (Billboard Independent Albums) | 19              |